# 石林盲高原鰍
石林盲高原鰍（學名：Triplophysa shilinensis）為輻鰭魚綱鯉形目條鰍科高原鰍屬的其中一種。分布於亞洲中國雲南省溶洞，體長可達6公分，棲息在洞穴底層水域，生活習性不明。

## 扩展阅读
維基物種上的相關：石林盲高原鰍